# Salvatore Ruggeri
Salvatore Ruggeri (Muro Leccese, 12 febbraio 1950) è un politico italiano.

## Biografia

### Elezione a senatore
Alle elezioni politiche del 2006 viene eletto al Senato della Repubblica, in regione Puglia, nelle liste dell'Unione di Centro.

### Elezione a deputato
Alle elezioni politiche del 2008 viene eletto deputato della XVI legislatura della Repubblica Italiana nella circoscrizione Puglia per l'UDC.
Alle elezioni politiche del 2013 è candidato al Senato nella lista Con Monti per l'Italia in Puglia, risultando il primo dei non eletti.
Il 28 dicembre 2017, dopo la morte di Salvatore Negro, prende il suo posto nella giunta regionale della Puglia guidata da Michele Emiliano come assessore al Welfare.
In vista delle elezioni regionali in Puglia del 2020 partecipa alla costituzione della lista "Popolari con Emiliano", comprendente Puglia Popolare e Centro Democratico, abbandonando quindi l'UdC schieratasi con il centro-destra a sostegno di Raffaele Fitto. Dopo le elezioni, viene nominato membro del consiglio di amministrazione dell'Acquedotto pugliese.
Nel 2021 i Popolari si costituiscono come movimento politico strutturato. Nello stesso anno si verifica una rottura tra Massimo Cassano, leader di Puglia Popolare, e l'assessore dei Popolari con Emiliano Gianni Stea, che porta i due movimenti a separarsi. L'anno successivo gran parte dei consiglieri regionali fuoriesce dal gruppo in consiglio regionale per confluire nel nuovo gruppo Per la Puglia, a supporto della maggioranza guidata da Michele Emiliano. In seguito, i Popolari stringono un accordo con Noi di Centro che vede Stea nominato vice coordinatore nazionale del partito. In vista delle elezioni politiche del 2022, le liste di NdC in Puglia vengono escluse per irregolarità nella presentazione delle candidature.
Nel 2025 Stea annuncia l'intenzione di ripresentare la lista dei Popolari alle successive elezioni regionali con il supporto di Ruggeri, che tuttavia smentisce rimarcando la propria adesione all'UdC.

### Procedimenti giudiziari
Il 7 luglio 2022 è stato arrestato dalla Procura della Repubblica di Lecce, nell'ambito di una inchiesta su presunti illeciti nel mondo sanitario, dei consorzi pubblici e nella gestione di concorsi, con le imputazioni di corruzione, traffico di influenze e falso ideologico commesso da pubblico ufficiale in atti pubblici.